# هلی کوپتر آزروث
هلی کوپتر آزروث یک مجموعه وب هفتگی توسط بلیزارد اینترتینمنت بود که از ۱۷ آوریل تا ۵ ژوئن ۲۰۱۴ پخش شد. در آن پل توتول جونیور (هلی کوپتر آمریکایی) و شرکتش پل جونیور طراحی موتورسیکلت‌هایی بر اساس بازی نقش‌آفرینی برخط چندنفره گسترده و دنیای وارکرفت طولانی مدت بلیزارد را به نمایش گذاشت.
دو تیم سازنده که توسط پل جونیور انتخاب شدند، با مشاوره اعضای تیم توسعه بلیزارد، موتورسیکلت‌های سفارشی را طراحی و ساختند که منعکس کننده دو جناح دنیای جنگ، اتحاد و گروه ترکان و مغولان بودند. کریس متزن، معاون ارشد توسعه خلاق بلیزارد، رهبری «تیم اتحاد» را بر عهده داشت و سامویز دیدیه، مدیر ارشد هنری بلیزارد، سرپرست «تیم هورد» بود. در ۲۹ می، رای‌گیری برای انتخاب طرح برنده باز شد، که به عنوان یک پایه درون بازی برای دنیای جنگ اقتباس می‌شود و بازیکنان جناح برنده دوچرخه را به صورت رایگان دریافت می‌کنند. در مصاحبه ای در نمایشگاه پنی آرکید در بوستون در ۱۲ آوریل، پل جونیور فاش کرد که بلیزارد به او کنترل کامل بر طراحی داده‌است، و به نادر بودن شرکت بزرگی مانند بلیزارد که چنین آزادی را اجازه می‌دهد، اشاره کرد: "وقتی به آن رسید، آن‌ها اجازه بدهند که این کار را رها کنند و اجازه دهند من کنترلم را در دست بگیرم و به من اعتماد کنند، غیرقابل شنیده‌است؛ هیچ‌کس این کار را نمی‌کند.»
آرا در ۵ ژوئن ۲۰۱۴ جمع‌آوری شد و دوچرخه گروه ترکان و مغولان به عنوان طرح برنده انتخاب شد. پس از انتشارجهان وارکرفت: جنگ‌سالاران درینور در نوامبر ۲۰۱۴، دوچرخه برای همه بازیکنان گروه ترکان و مغولان که بین ۲۴ جولای تا ۳۰ سپتامبر وارد سیستم شده بودند، ارسال شد. دوچرخه اتحاد در دسامبر ۲۰۱۴ برای طلای درون بازی در دسترس قرار گرفت.